# Korsett

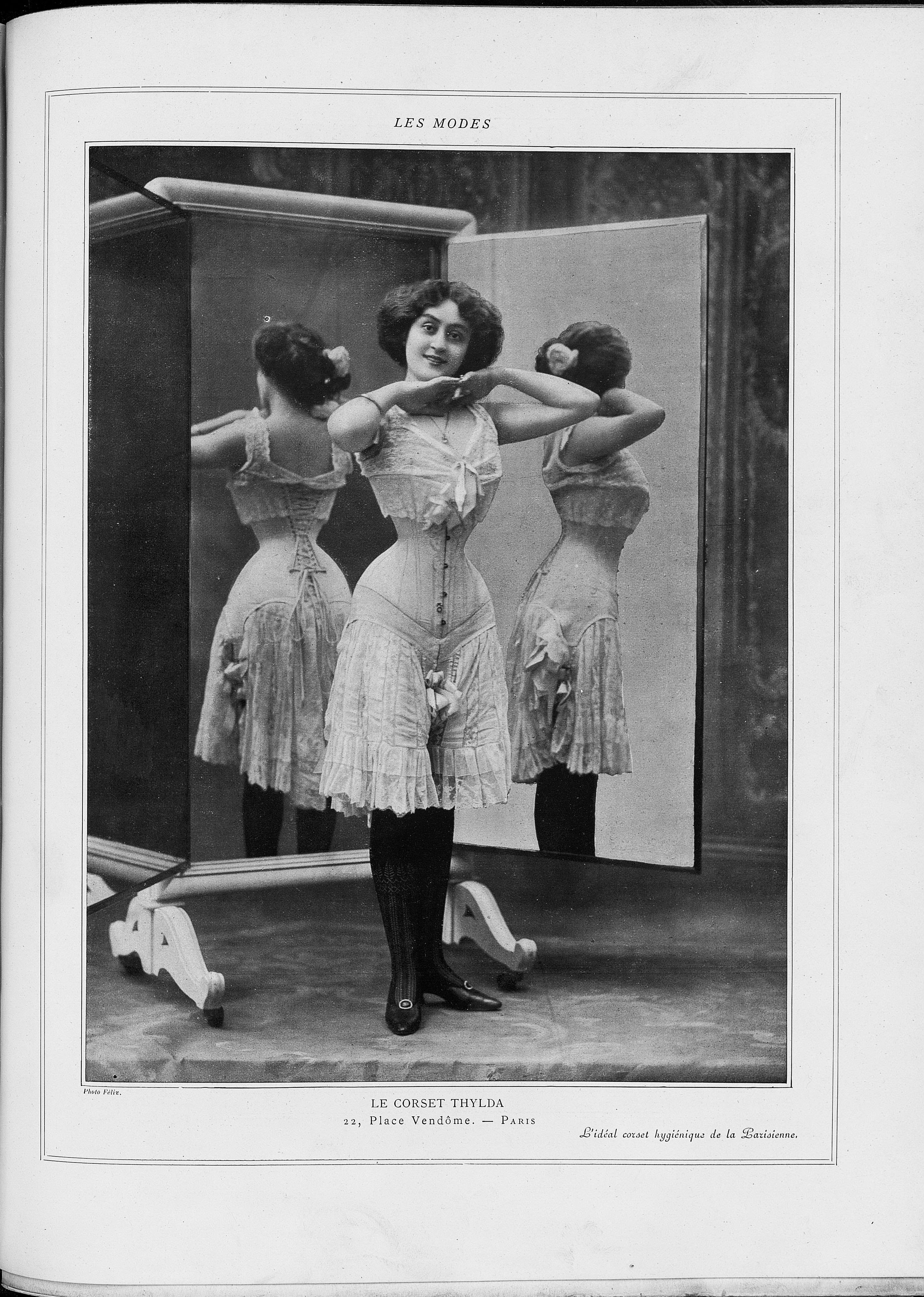
Werbung für ein Korsett, Paris 1908

Als Korsett (von französisch corset, ursprünglich Diminutiv von altfranzösisch cors „Körper“) wird ein steifes, zur Unterkleidung gehöriges Kleidungsstück bezeichnet, das eng am Oberkörper anliegt und diesen der jeweils geltenden Modelinie entsprechend formen soll. Daher veränderte das Korsett im Verlauf der Jahrhunderte mehrmals Form und Zuschnitt; die Versteifungsmethoden wandelten sich mit dem Fortschritt der Technik. Im Laufe der Geschichte wurde das Korsett im deutschsprachigen Raum häufig als Mieder, Schnürbrust oder Leibstück bezeichnet; erst im 19. Jahrhundert setzte sich die Bezeichnung Korsett durch.

## Geschichte

Korsetts im Wandel der Zeit
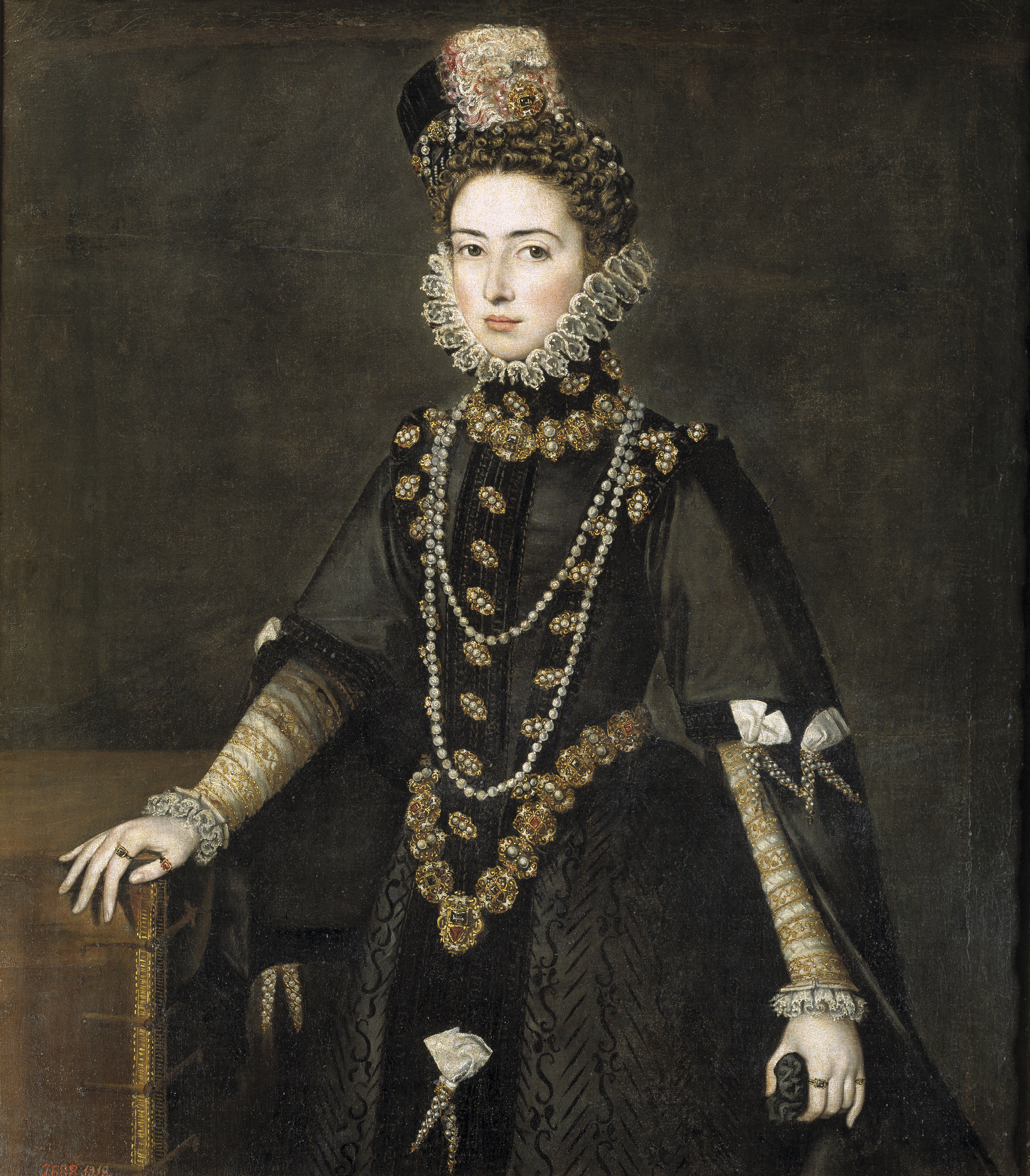
Catalina Micaela von Spanien, von Alonso Sánchez Coello, um 1584–1585
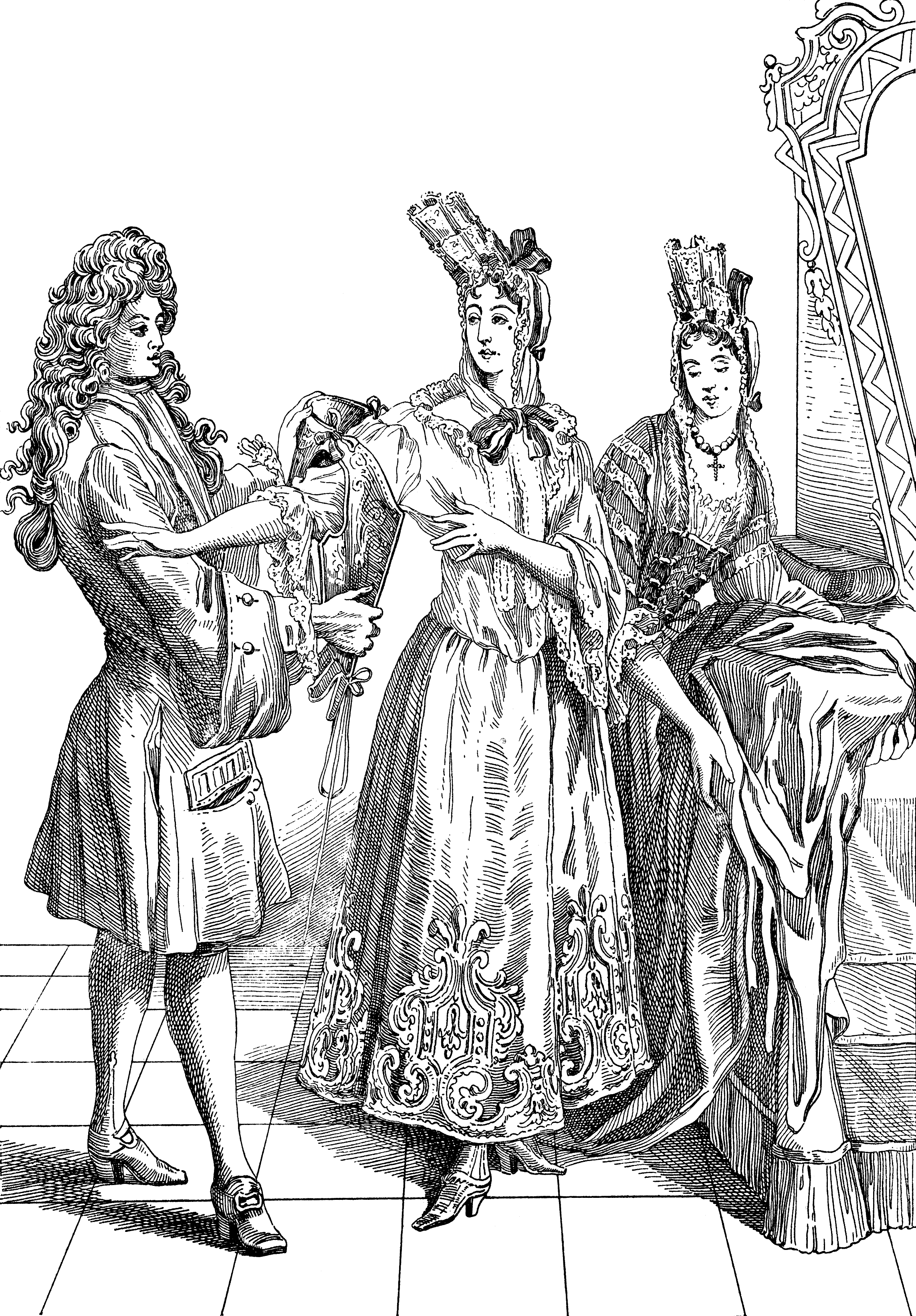
Schnürbrust-Anprobe im späten 17. Jahrhundert
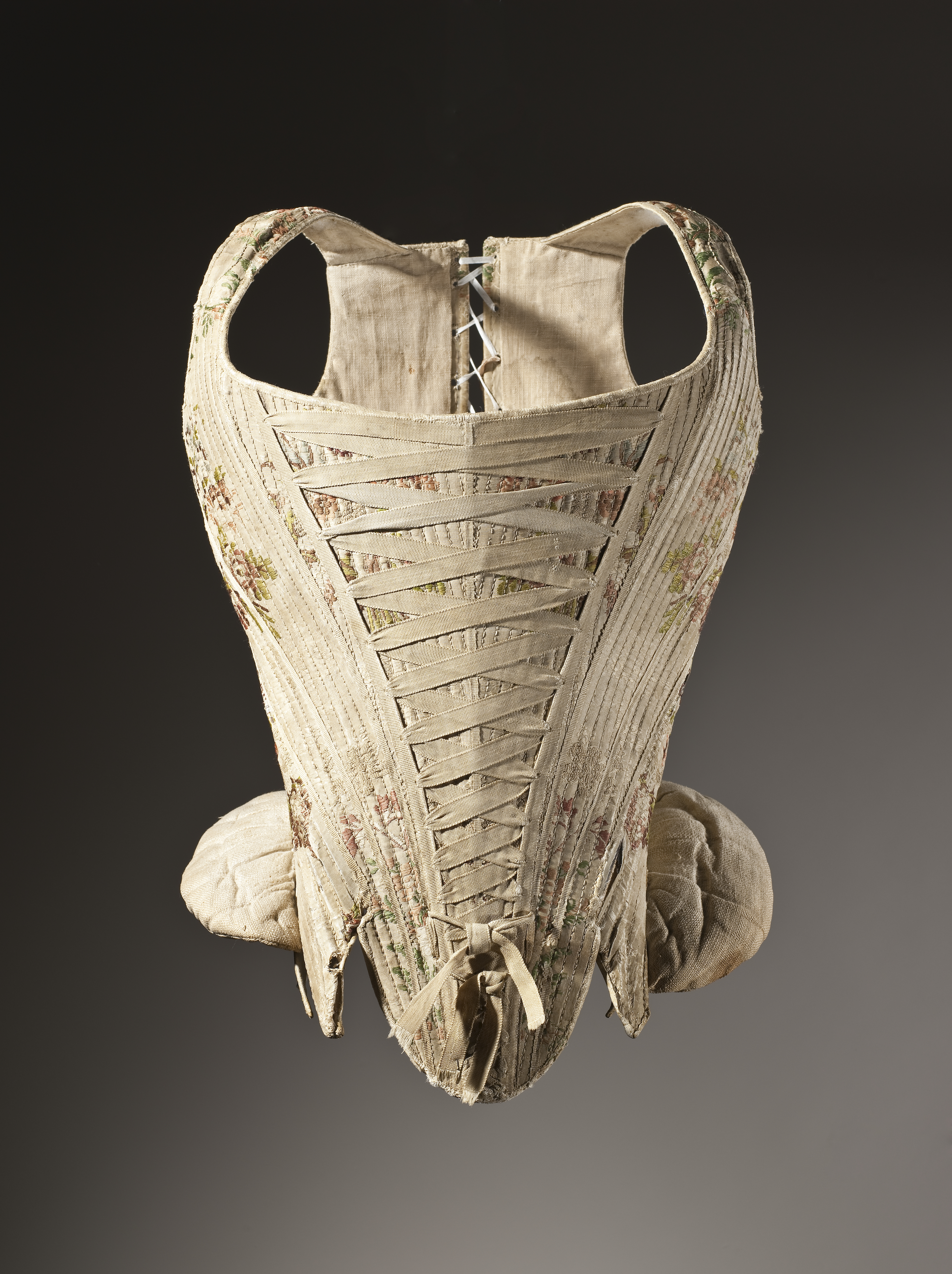
Schnürbrust des 18. Jahrhunderts
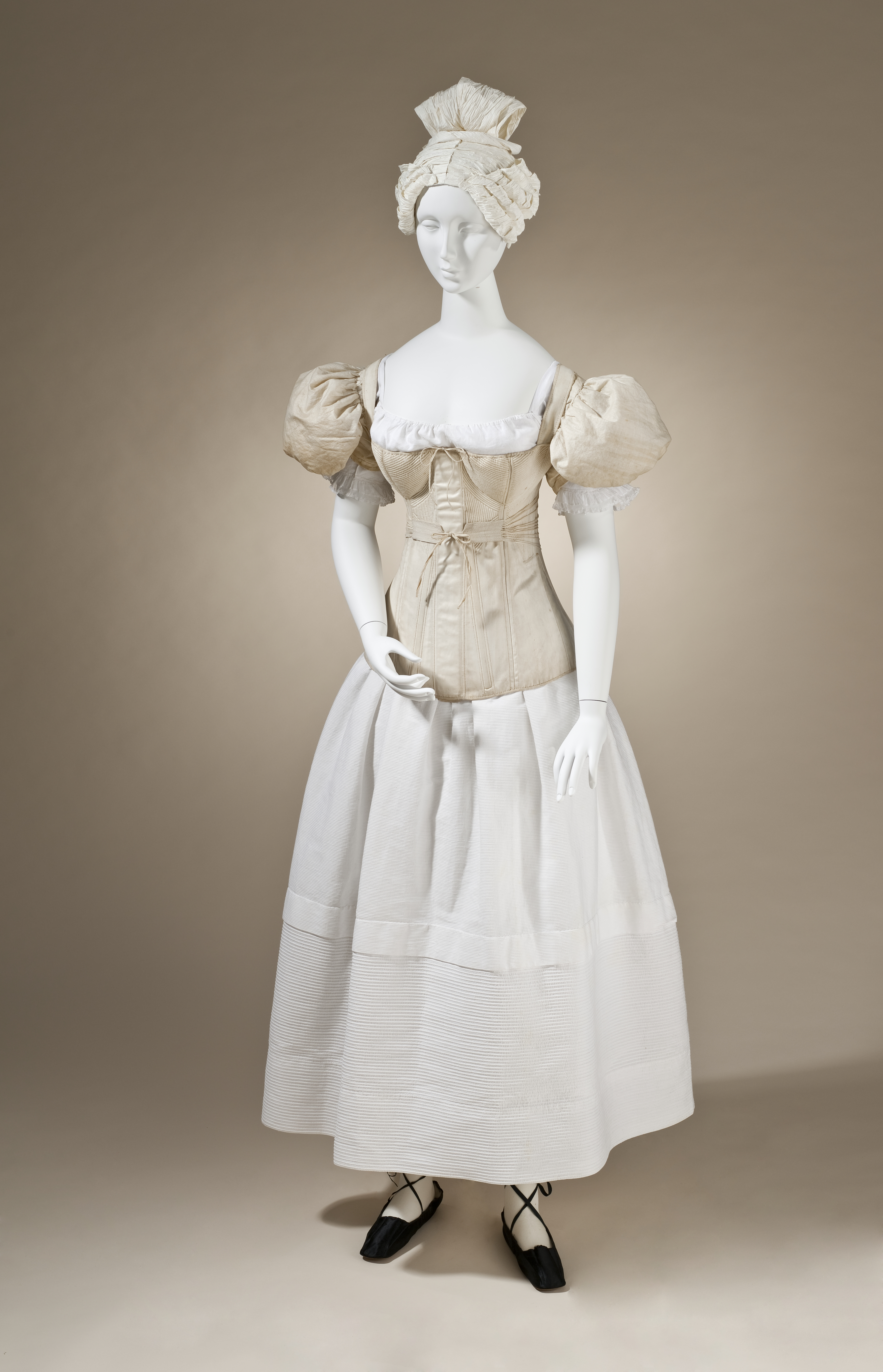
Korsett und Unterrock um 1830
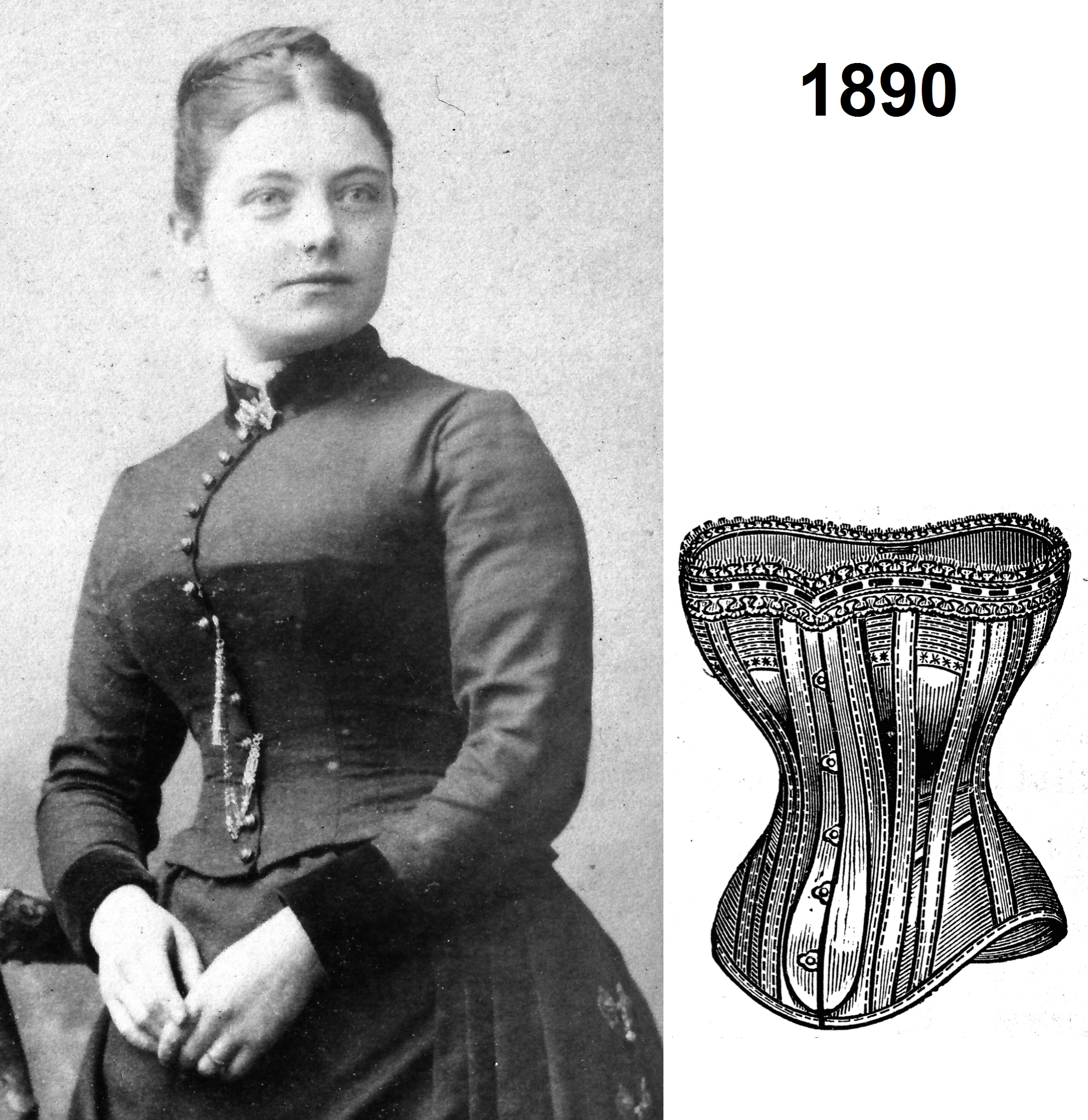
Korsett von 1890
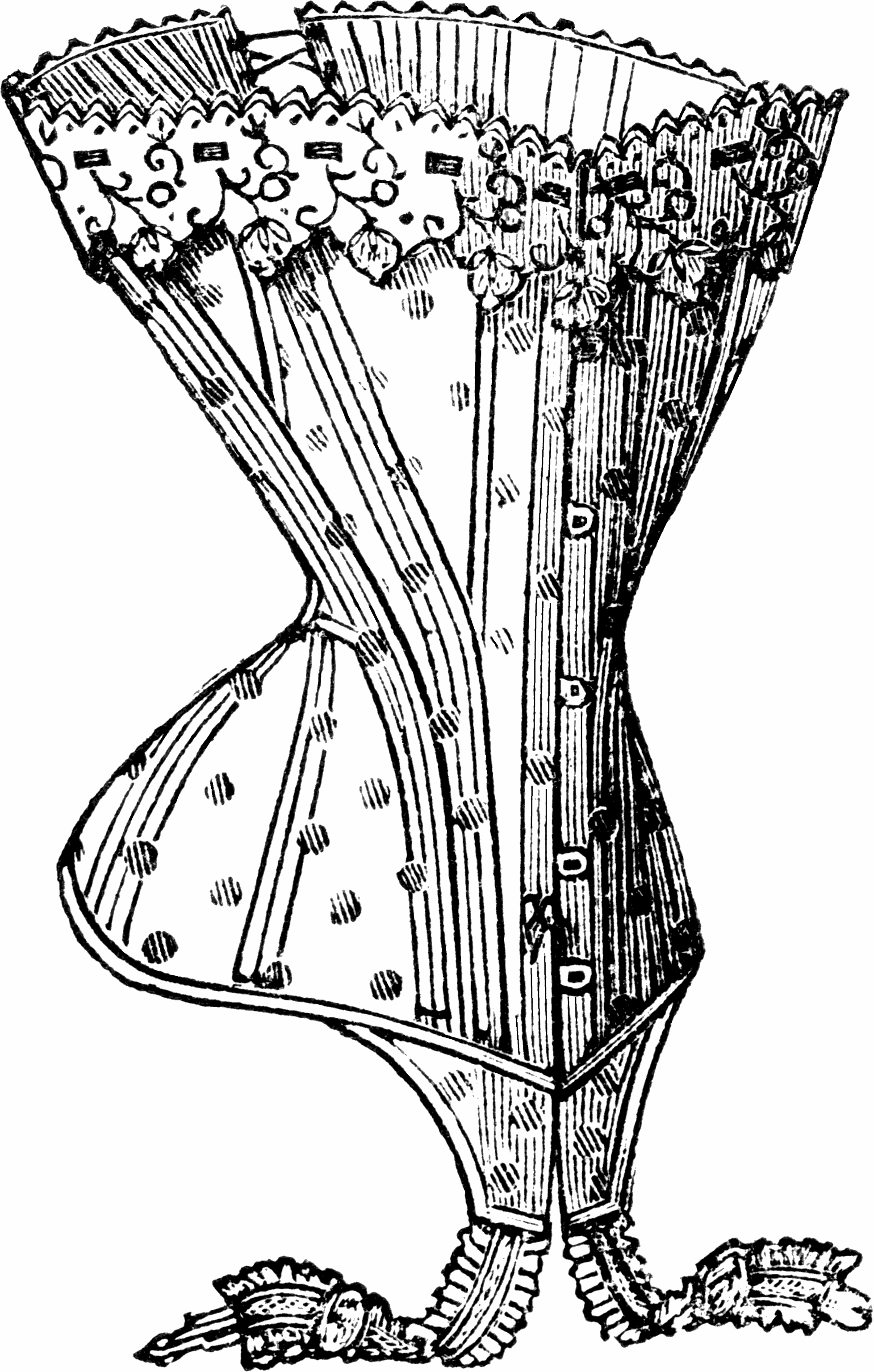
Coutil-Korsett, Paris, 1905
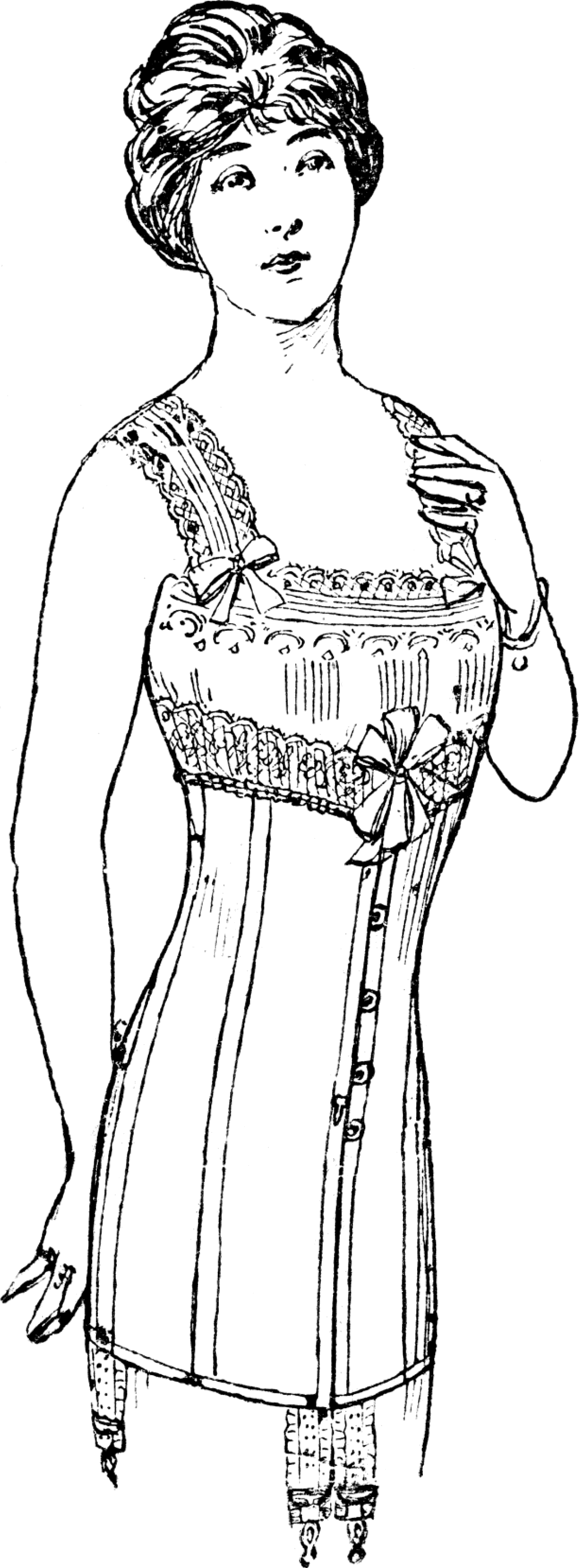
Unterbrust-Korsett, 1914
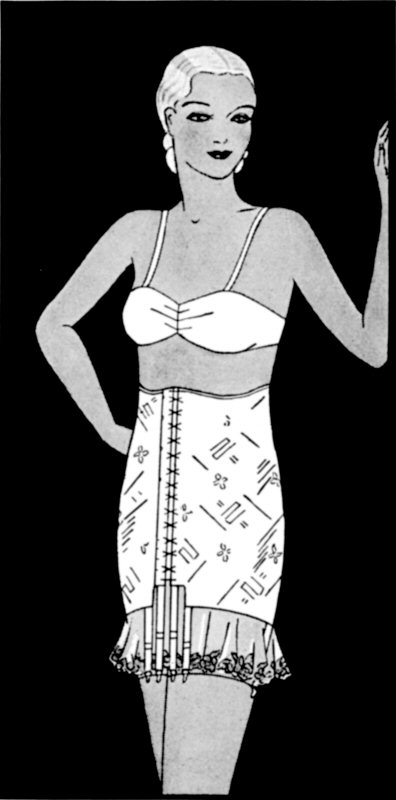
Hüftgürtel der 1930er
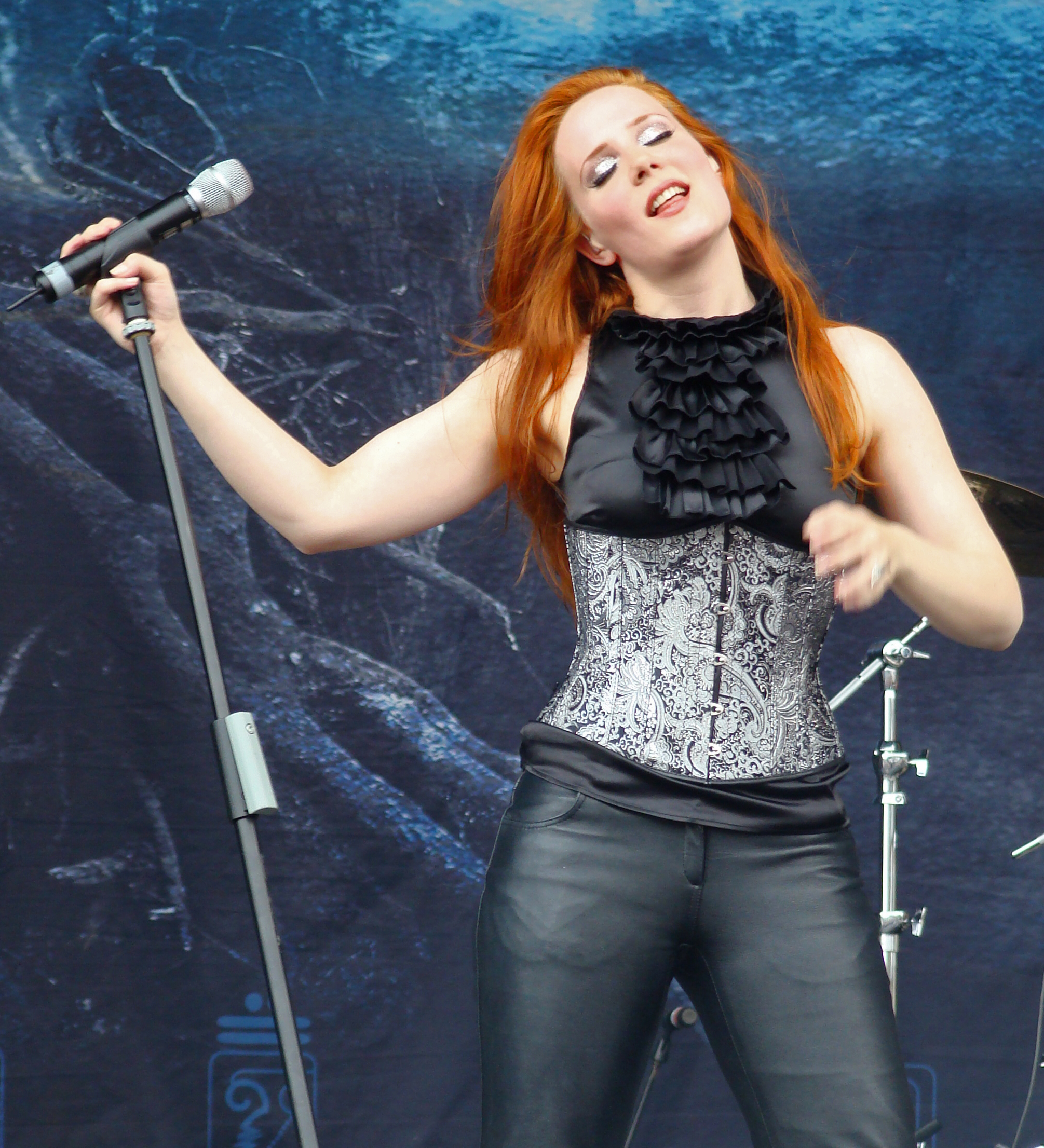
Korsett als Bühnenkostüm
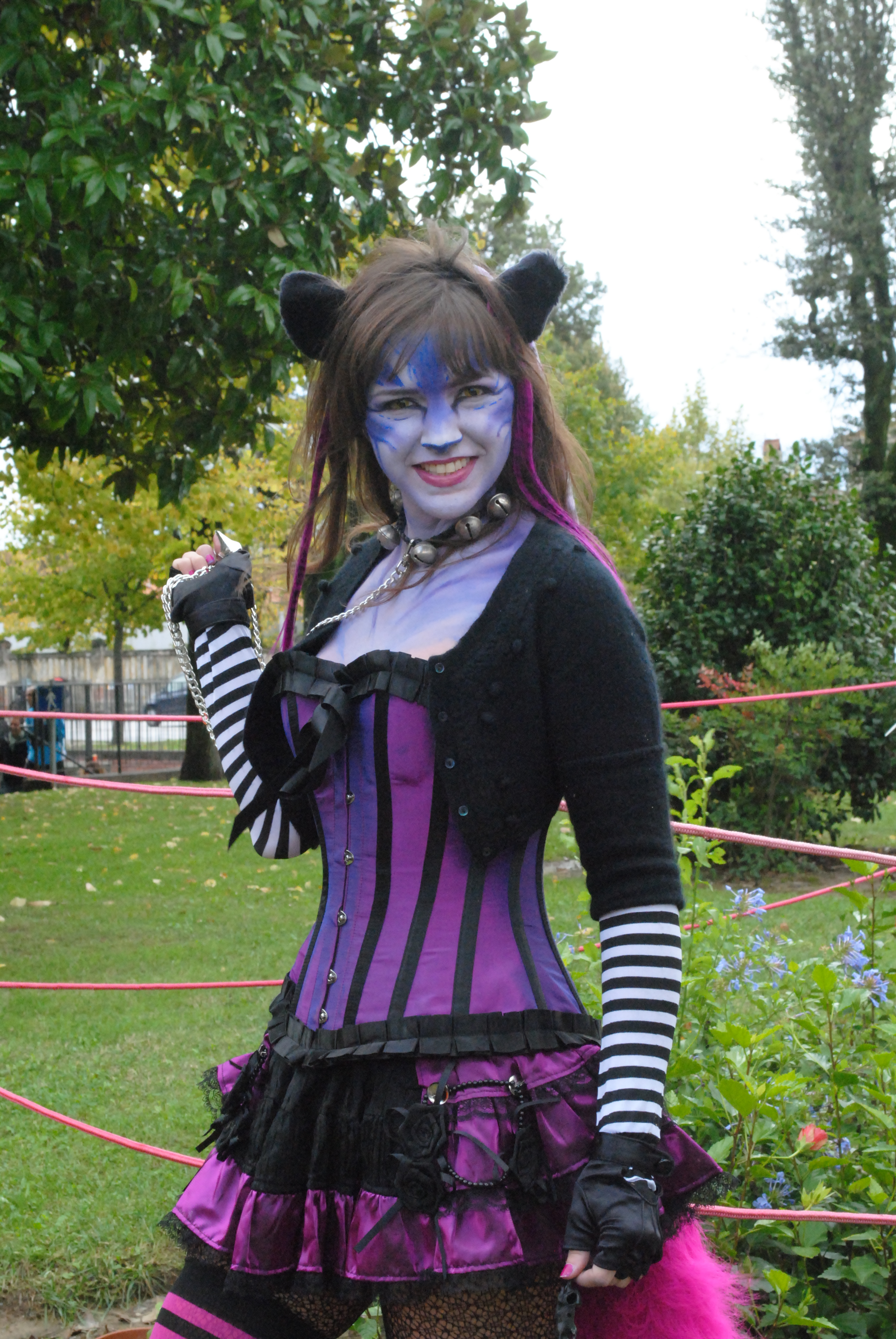
Korsett im Cosplay

Die ersten Vorläufer des Korsetts entwickelten sich um die Mitte des 16. Jahrhunderts in Form enganliegender, geschnürter, aber noch nicht versteifter Mieder. Obwohl Porträts der Zeit Damen in sehr glatten, steif wirkenden Oberteilen zeigen (z. B. in Gemälden von Agnolo Bronzino oder Jacopo Tintoretto), gibt es vor Ende des 16. Jahrhunderts keine Nachweise für integrierte Versteifungen, die über festen und vielleicht geleimten Stoff hinausgehen. 
Zeitgenössische Literatur erwähnt stattdessen Einleger aus Pappe oder Holz.
Das wohl älteste erhaltene Exemplar, bei dem eine in das Kleidungsstück integrierte Versteifung angenommen werden kann, ist ein Mieder aus dem Grab der Dorothea Sabina von Pfalz-Neuberg (gest. 1598). Es weist parallele Rückstich-Reihen in Vorder- und Rückenteil auf, von denen angenommen wird, dass sie zwei Stofflagen so verbanden, dass versteifende Fischbeinstäbe oder Bündel aus Gräsern in die so entstandenen Tunnel eingeschoben werden konnten. Durch das Mikroklima des Grabes hat sich allerdings nur die äußere, seidene Stoffschicht erhalten. 
Ein weiteres Exemplar ist eine gut erhaltene Schnürbrust, mit der eine Gedächtnisstatue von Königin Elizabeth I. 1603 eingekleidet wurde. Es ist bereits vollflächig von Fischbeinstäben durchzogen.
Im 17. Jahrhundert existieren als Unterkleidung getragene Schnürbrüste gleichzeitig mit sichtbar getragenen Oberteilen, in die eine Versteifung integriert ist. Während erstere tendenziell ein tiefes Dekolleté aufweisen und die Brust leicht einhalten und anheben, sind letztere meist hochgeschlossen und werden mit einem Wams oder Überkleid kombiniert getragen. 
Um 1700 verschwindet Oberbekleidung mit integrierter Versteifung allmählich aus dem Alltagsgebrauch: Die neu aufkommenden Kleidformen Manteau und Robe volante sowie später die Robe à la Française waren nicht auf Figur gearbeitet, so dass es notwendig wurde, den formenden vom sichtbaren Kleidungsteil zu trennen.
Bis weit ins 18. Jahrhundert hinein war es nicht der Zweck von Korsetts – zu dieser Zeit im deutschsprachigen Raum noch Schnürbrüste genannt –, die Taille möglichst eng zu schnüren, sondern vor allem, den Oberkörper so zu formen, dass die Oberbekleidung glatt und faltenfrei aufliegen konnte. Dem Eindruck einer schmalen Taille wurde vor allem durch optische Tricks nachgeholfen: der Formung des Taillenbereichs zu einem runden statt querovalen Querschnitt einerseits und weiten, ab ca. 1720 durch einen Reifrock unterstützten Röcken andererseits. Mit dieser Illusion wurde auch im Biedermeier und bis zum Ende der Krinolinenmode gearbeitet.
In der Zeit von Directoire, Empire und frühem Biedermeier galten Korsetts als nicht unbedingt nötig; erst um 1825 wurden sie wieder unabdingbar. Unter dem Einfluss des Dandytums um 1820 bis 1850 trugen häufig auch Männer Korsetts; dies war insbesondere auch bei Militäruniformen üblich und wurde z. B. von Kaiser Franz Joseph I. (bis ins hohe Alter) und von Albert von Sachsen-Coburg und Gotha getragen. Etwa um diese Zeit fasste der Begriff Korsett im deutschen Sprachgebrauch Fuß. 
1828 wurden metallene Schnürösen erfunden, 1829 der erste Vorderverschluss mit Haken und Ösen (Planchet).

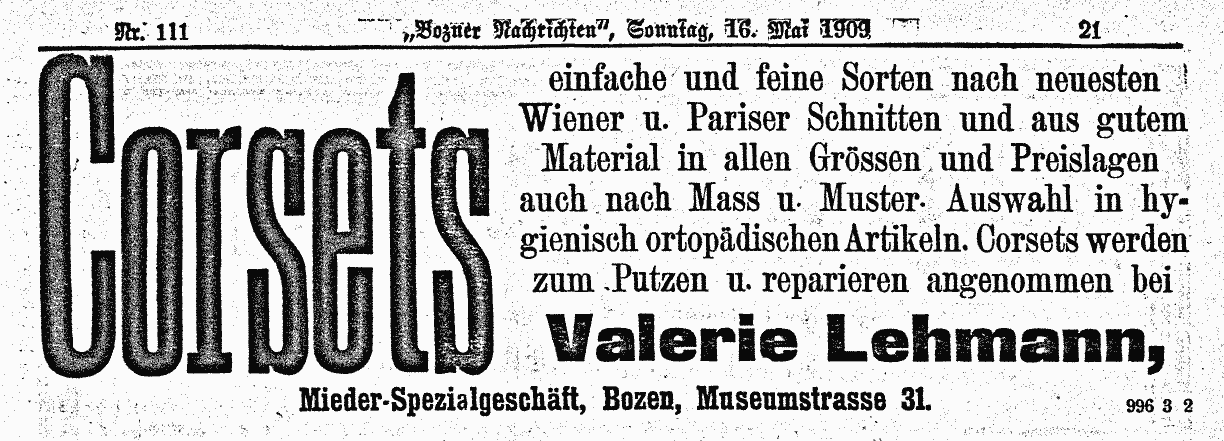
Werbeschaltung für Korsetts in den Bozner Nachrichten vom 16. Mai 1909

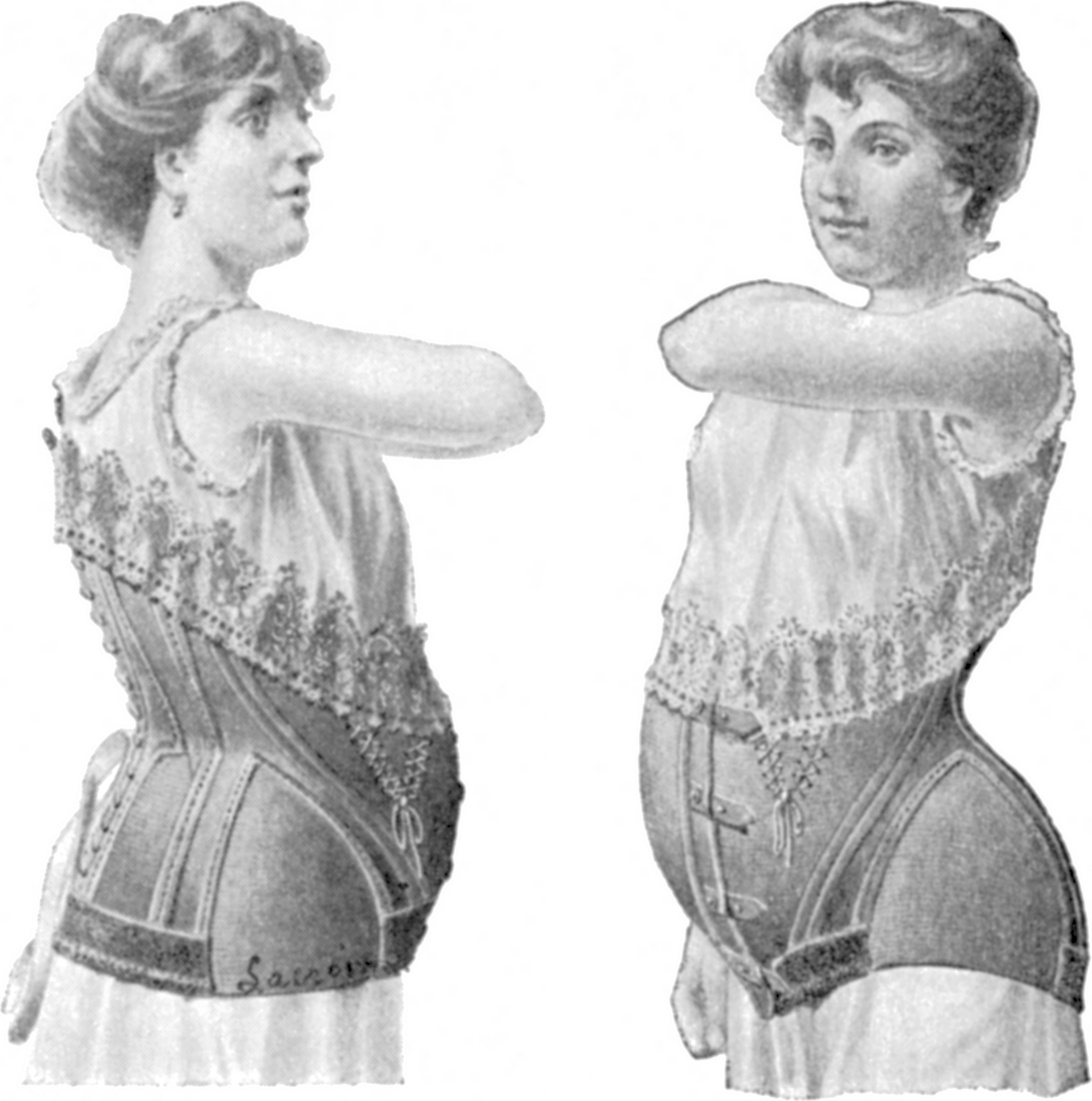
Spezielles Korsett für Schwangere (1908)

Zwischen 1830 und 1870 entwickelte sich die Sanduhrform, die heute noch als die klassische Korsettform gilt: Relativ große Ober- und Hüftweite bei möglichst kleiner Taillenweite; die Hüften wurden allerdings vom Korsett zunächst nicht geformt, da sie ohnehin von der Krinoline und weiten Röcken bedeckt wurden. Da die Modelinie von vorne gesehen bis um 1870–1885 immer schmaler wurde, wurden auch die Korsetts nach unten hin länger und formten nun auch die Hüfte und den Bauch. Der Bauch wurde allerdings nicht flachgedrückt, sondern gehalten. Die Hüfte wurde dabei falls nötig noch ausgestopft.
Gegen 1900 entwickelte sich eine neue Korsettform: das S-Korsett, das die Brust hinaus- und den Bauch hineindrückt und damit eine unnatürliche Haltung erzwang. Um 1910 wurde dieses S-Korsett durch Unterbrustkorsetts abgelöst, die bis weit über die Hüften hinunterreichten, und gegen 1920 von elastischen Hüftgürteln, die zu BHs getragen wurden. Im Verlauf des Ersten Weltkrieges, mit dem eine sprunghaft zunehmende Berufstätigkeit von Frauen einherging, und unterstützt durch die stärker werdende Frauenbewegung, gerieten Korsetts allmählich aus der Mode. 
So hatte das US-amerikanische War Industries Board, das für die Versorgung der US-amerikanischen Streitkräfte mit kriegswichtigen Gütern zuständig war, im Jahr 1917 Frauen darum gebeten, keine Korsetts mehr zu kaufen, um Metall für die Rüstungsindustrie zu haben.
Im Jahr 1901 veröffentlichte Paul Schultze-Naumburg das Buch Die Kultur des weiblichen Körpers als Grundlage der Frauenkleidung. Damit trug er im deutschsprachigen Raum mittelfristig zur Reformierung der Frauenkleidung (Reformkleidung) bei, sodass stattdessen bis in die 1960er Jahre hinein Hüfthalter getragen wurden.

## Gesundheit und Kleiderreform

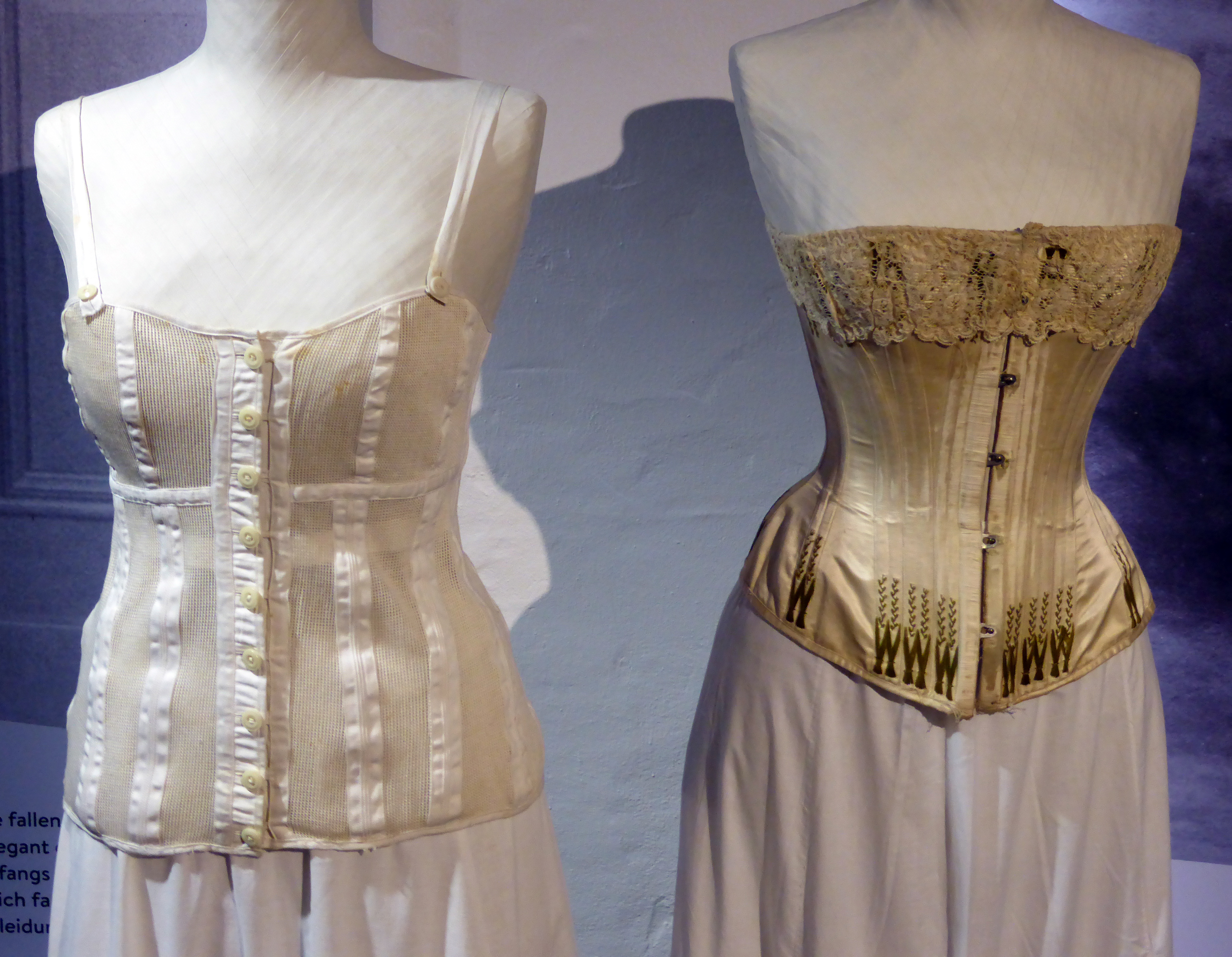
Reformkorsett um 1910 (links); Korsett um 1890 (rechts).

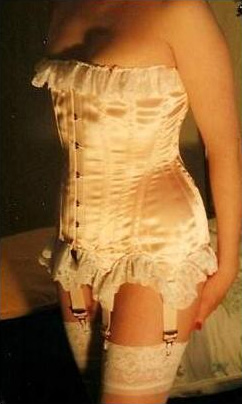
Modernes Korsett als Unterbekleidung/Dessous

Immer wieder warnten Ärzte vor dem schädlichen Einfluss der Schnürbrust, da sie bei verfrühtem Schnüren den Knochenbau verforme und bei übertriebenem Engschnüren die inneren Organe komprimiere und verlagere oder die Funktion der Wirbelsäule über den (dauerhaften) Verlust der Muskulatur einschränke. Ohne die Möglichkeit von Röntgenaufnahmen oder CT waren die behaupteten Schäden an Knochen und Organen allerdings reine Spekulation.
Auf die Mode blieben diese Warnungen ohne Einfluss. Mädchen bekamen ihre erste Schnürbrust in der Regel im Alter von 12 bis 14 Jahren, gelegentlich wurden aber auch schon Kleinkinder in schnurgesteifte Mieder gesteckt.
Im Kaisertum Österreich wurde 1812 eine Verordnung von 1783 wiederverlautbart, die das Tragen von „Miedern“ für Schülerinnen wegen der Gesundheitsgefahren ausdrücklich verbot.
Die Kritik wurde im Verlauf des 19. Jahrhunderts immer lauter, verstärkt durch die Forderungen der Frauenbewegung. Gelegentlich gab es Berichte über angeblich durch Korsetts verursachte Todesfälle, die sich allerdings wegen mangelhafter bzw. fehlender Quellenangaben nicht überprüfen lassen und außerdem die Frage aufwerfen, ob mit den medizinischen Mitteln und Kenntnissen des 19. Jahrhunderts überhaupt festgestellt werden konnte, dass das Korsett tatsächlich den Tod verursacht hatte. So kursiert in der Modeliteratur z. B. der Fall einer jungen Dame der Pariser Gesellschaft, die wegen ihrer schmalen Taille bewundert worden und ganz plötzlich innerhalb zweier Tage verstorben sei:

„Ihre Familie wollte wissen, was diesen plötzlichen Tod in so früher Jugend verursacht hatte, und man beschloß, eine Autopsie vorzunehmen. Der Befund war erschütternd: Die Leber von drei Rippen durchbohrt!!! So also stirbt man mit dreiundzwanzig Jahren! Nicht am Typhus, nicht im Kindbett, sondern am Korsett!“

Erste Versuche einer „reformierten“, das heißt korsettlosen Frauenkleidung gab es Mitte des 19. Jahrhunderts mit dem „Bloomer-Kostüm“, aber erst Anfang des 20. Jahrhunderts gewann die Reformbewegung unter dem Einfluss von Jugendstilkünstlern wie Henry van de Velde und Anna Muthesius Anhänger. Bis um 1910 waren „Reformkleider“ regelrecht sackartig, als ob eine elegante Linie ohne Korsett nicht vorstellbar wäre. Erst mit den Modeschöpfern des Art déco, allen voran Paul Poiret und Gabrielle „Coco“ Chanel, entwickelte sich ab etwa 1912 eine Modelinie, die auch ohne Korsett auskam.
Gegen Ende des 19. Jahrhunderts wurden so genannte Reform- und Gesundheitskorsetts angeboten. Diese hatten dehnbare Einsätze oder waren vollständig aus dehnbaren Gummifäden gestrickt. Gleichzeitig finden sich in Frauenzeitschriften Anleitungen, um herkömmliche Modelle umzuarbeiten, z. B. durch Entfernen einiger Korsettstäbe und der starren Planchets.

## Heute
Seit den 1920er Jahren werden Korsetts fast nur noch unter historischen Kostümen, wie z. B. im Theater, beim Reenactment oder selten auch zu modernen Produktionen, getragen, ansonsten zu erotischen (auch als sexueller Fetisch, etwa im BDSM-Bereich) und medizinischen Zwecken. Sie können bei Wirbelsäulen-Erkrankungen wie Skoliose und Kyphose helfen.

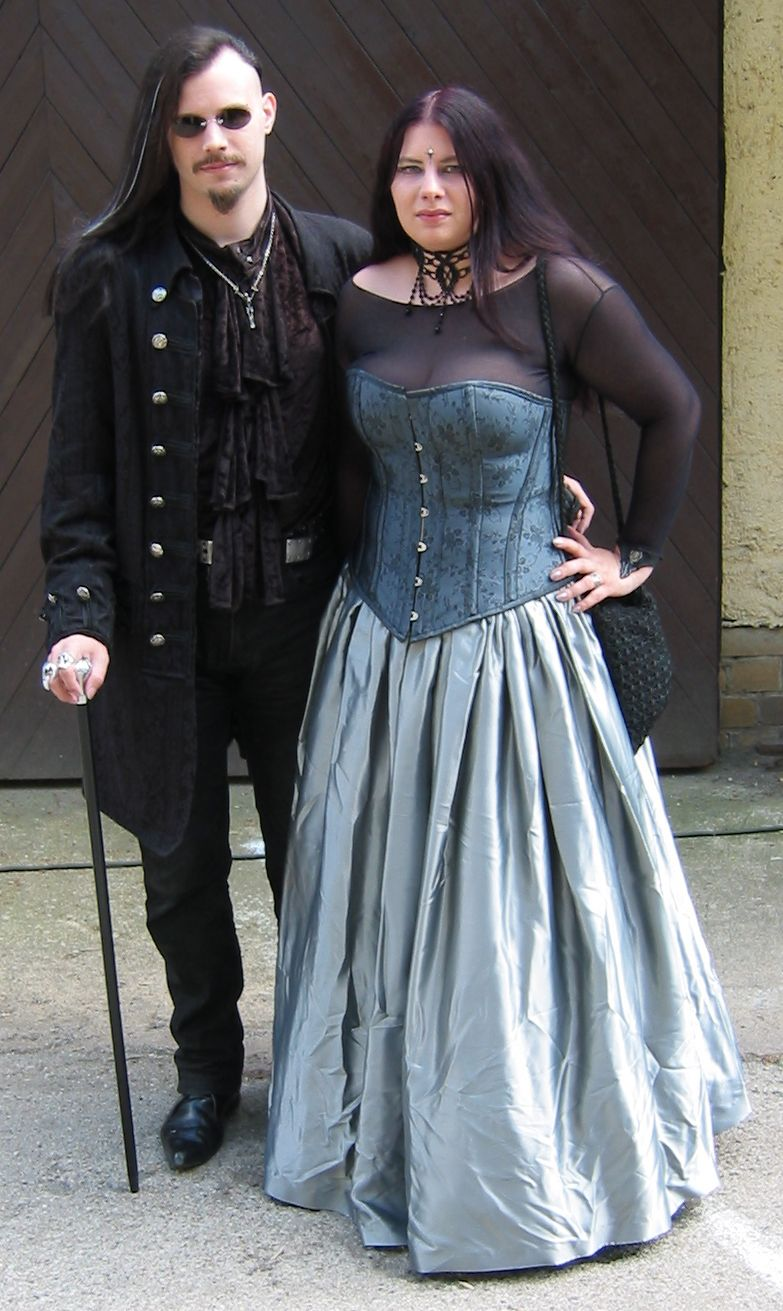
Modernes Korsett als Oberbekleidung in der Gothic-Szene

Auch in der sogenannten Schwarzen Szene, insbesondere der Gothic- und Steampunk-Subkultur, werden häufig Korsette getragen.
Weniger enge und steife, meist elastische Korsetts werden auch als Korseletts (gleichbedeutend zu französisch corselet und altfranzösisch corsel = „kleiner Leib“) bezeichnet.

## Rekorde
Vom Guinness-Buch der Rekorde wird die schmalste dokumentierte Taillenweite Ethel Granger (1905–1982) zugeschrieben, die ihre Taille von ursprünglich 22 Zoll (56 cm) (1929) nach und nach auf 13 Zoll (33 cm) (1939) schnürte. Eine Anerkennung für das gleiche Maß wurde zeitweilig auch für die französische Tänzerin, Sängerin und Schauspielerin Mlle Polaire (1874–1939) gefordert.
Das Guinness-Buch der Rekorde führte 1999 die Rubrik Die schmalste Taille an einer lebenden Frau ein und vergab den Titel an Cathie Jung, Mutter von drei Kindern, die im US-Bundesstaat North Carolina lebt. 
Cathie Jung startete 1983 im Alter von 38 Jahren mit einer Taille von 26 Zoll (66,4 cm) mit dem Tragen eines Korsetts für 23 Stunden am Tag und schnürte bis 1999 ihre Taille auf 15 Zoll (38 cm) ein.